# Мзимта

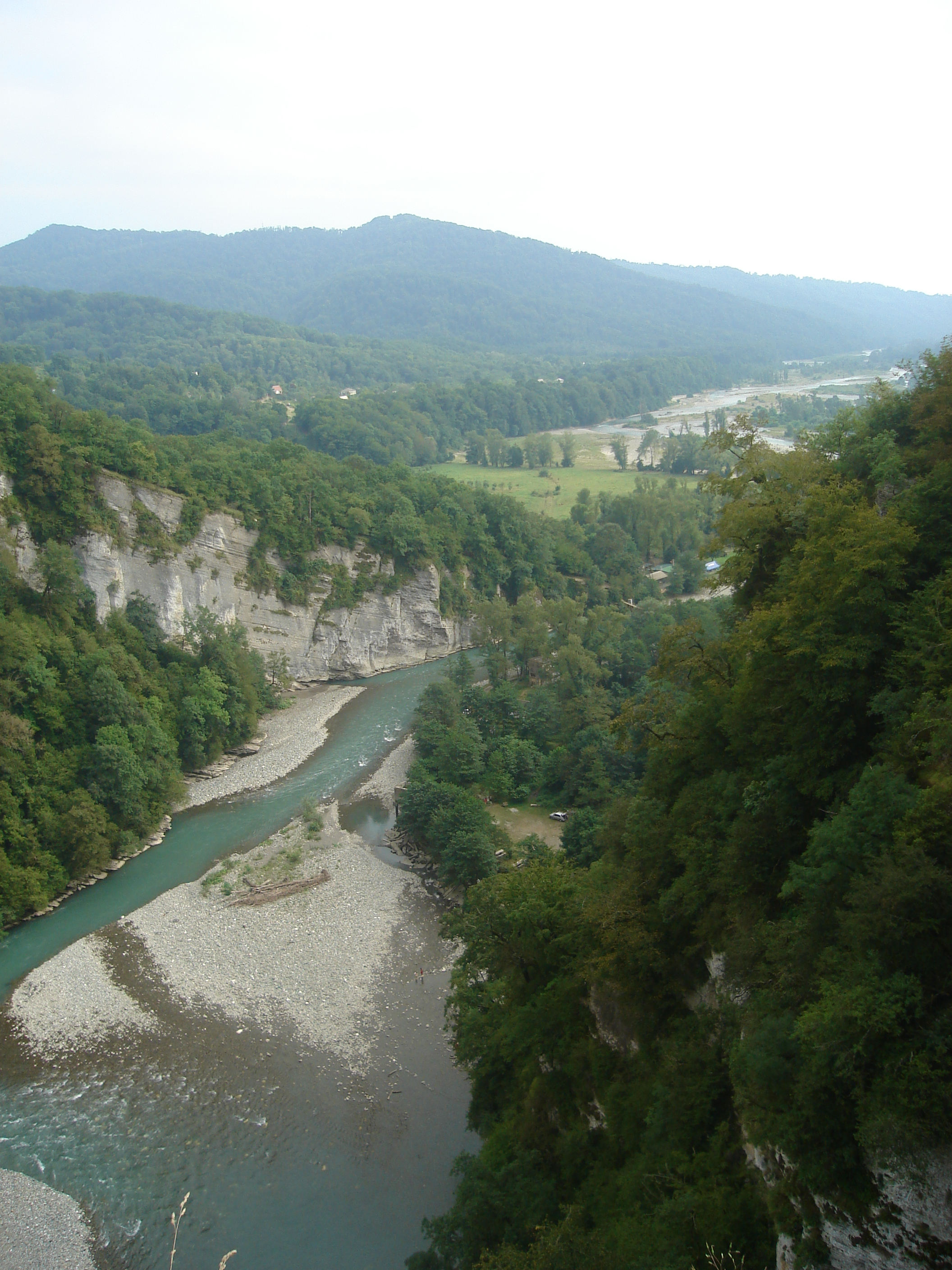
Вигляд на Мзимту з Ахштирської печери

Мзи́мта (у перекладі з черкеської — Скажена) — річка в Краснодарському краї Росії. Довжина 89 км, площа басейну 885 км².  Бере початок на південному схилі Головного Кавказького хребта на висоті 2980 м, у верхів'ях протікає через високогірні озера Малий Кардивач, Кардивач, нижче на річці — Ізумрудні водоспади. У середній течії проривається через хребет Аїбга — Ачишхо, утворюючи Грецьку ущелину, нижче проходить через ущелину Ахцу, Ахштирська ущелина.
Річка майже на всьому протязі носить бурхливий гірський характер; у сезон тагнення снігів в ущелинах горизонт води піднімається часом до 5 метрів. Впадає в Чорне море у Адлера, утворюючи обширний конус винесення. Найбільші притоки —  Пслух, Пудзіко, Чвижепсе.  Живлення річки змішане; характерні весінньо-літня повінь і дощові паводки. Середня витрата води — близько 50 м³/с (найбільший — 764 м³/с).
У басейні Мзимти — численні мінеральні джерела. У середній течії в прямовисних скелях на правом березі річки в Ахштирськой печері — стоянка стародавньої людини.  Мзимта популярна у любителів водного спорту, особливо рафтінга. Схили гір у верхів'ях річки популярні у любителів гірськолижного спорту і сноубордінга.  На річці розташовано селище Красна Поляна, села Есто-Садок,  Козачий Брод тощо. У селища Красна Поляна на річці стоїть Краснополянська ГЕС. Є крупне господарство по розведенню річкової форелі.
| Росія | Це незавершена стаття з географії Росії. Ви можете допомогти проєкту, виправивши або дописавши її. |